# Cleophis
Cleophis, född på 300-talet f.Kr., död efter 326 f.Kr., var en afghansk drottning, känd från Alexander den stores erövring av Afghanistan.
Hon var mor till Assacanus, ledare och härförare för Assacanifolket i östra Afghanistan under Alexanders invasion. Efter sin sons död övertog hon ledarskapet och fortsatte hans kamp mot inkräktarna. När övermakten blev för stor, avbröt hon kampen och förhandlade fram en fred som lät henne behålla sin maktställning.